# Боббі Мердок
Роберт «Боббі» Уайт Мердок (англ. Robert "Bobby" White Murdoch, 17 серпня 1944, Камбусленг, Велика Британія — 15 травня 2001, Глазго, Велика Британія) — шотландський футболіст, що грав на позиції півзахисника. По завершенні ігрової кар'єри — тренер.
Виступав, зокрема, за клуб «Селтік», а також національну збірну Шотландії.
Восьмиразовий чемпіон Шотландії. П'ятиразовий володар Кубка Шотландії. П'ятиразовий володар Кубка шотландської ліги. Володар Кубка чемпіонів УЄФА.

## Клубна кар'єра
У дорослому футболі дебютував 1962 року виступами за команду клубу «Селтік», в якій провів одинадцять сезонів, взявши участь у 291 матчі чемпіонату. Більшість часу, проведеного у складі «Селтіка», був основним гравцем команди. За цей час сім разів виборював титул чемпіона Шотландії.
Завершив професійну ігрову кар'єру у клубі «Мідлсбро», за команду якого виступав протягом 1973—1976 років.

## Виступи за збірну
9 листопада 1965 року дебютував в офіційних матчах у складі національної збірної Шотландії у матчі відбіркового турніру Чемпіонату світу з італійцями (1:0). Перший гол за збірну забив 24 листопада 1965 матчі Домашнього чемпіонату Великої Британії з Уельсом (4:1). Протягом кар'єри у національній команді, яка тривала 5 років, провів у її формі 12 матчів, забивши 6 голів.

## Кар'єра тренера
Розпочав тренерську кар'єру, повернувшись до футболу після невеликої перерви, 1981 року, очоливши тренерський штаб клубу «Мідлсбро». Досвід тренерської роботи обмежився цим клубом.
Помер 15 травня 2001 року на 57-му році життя у місті Глазго. З 2004 року є членом Залу слави шотландського футболу.

## Титули і досягнення
- Чемпіон Шотландії (8):

«Селтік»: 1965-66, 1966-67, 1967-68, 1968-69, 1969-70, 1970-71, 1971-72, 1972-73
- Володар Кубка Шотландії (5):

«Селтік»: 1964-65, 1966-67, 1968-69, 1970-71, 1971-72
- Володар Кубка шотландської ліги (5):

«Селтік»: 1965-66, 1966-67, 1967-68, 1968-69, 1969-70
- Володар Кубка чемпіонів УЄФА (1):

«Селтік»: 1966-67
- Переможець Чемпіонату Футбольної ліги (1):

«Мідлсбро»: 1973-74
- Переможець Домашнього чемпіонату Великої Британії (1):

Шотландія: 1966-67
- Гравець 1969 року за версією футболістів Шотландської професійної футбольної асоціації